# Tomasz Gnat
Tomasz Gnat (ur. 1936 w Milwaukee, zm. 21 czerwca 2017 w Scranton) – biskup Polskiego Narodowego Kościoła Katolickiego w Stanach Zjednoczonych i Kanadzie (PNKK) pochodzenia polskiego, były ordynariusz diecezji wschodniej PNKK w latach 1978-2011.
Tomasz Gnat święcenia kapłańskie otrzymał 18 września 1958 r. z rąk biskupa Leona Grochowskiego w zabytkowej katedrze pw. św. Stanisława w Scranton. W latach 1958–1959 był duszpasterzem w Scranton. Od 1959 był proboszczem parafii Świętej Trójcy w Waszyngtonie, gdzie oprócz obowiązków duchownych reprezentował PNKK w kontaktach z urzędami administracji państwowej. Od 1970 roku był dziekanem.

## Życiorys
Tomasza Gnata na godność biskupa wybrał XV Synod Polskiego Narodowego Kościoła, elekt został konsekrowany 30 listopada 1978 r. w katedrze pw. św. Stanisława w Scranton. Sakrę biskupią otrzymał z rąk Pierwszego Biskupa Franciszka Rowińskiego, przy współudziale emerytowanego Pierwszego Biskupa Tadeusza Zielińskiego oraz biskupów: Antoniego Rysza i Józefa Niemińskiego. Po święceniach biskupich był przez ponad 30. lat ordynariusz diecezji wschodniej PNKK. Zmarł 21 czerwca 2017 roku w Scranton, tam też został pochowany.
Od 1964 roku był żonaty z Katarzyną Stańkowicz, z którą miał syna Josepha Walentego Gnata.

## Źródła
- Śp. Rt. Rev. Thomas J. Gnat, "God’s Field - Rola Boża" 2017, nr 7, s. 4-5.
- Rt. Rev. Thomas J. Gnat. Obituary, legacy.com (dostęp: 18.07.2017)